# Cỏ bàng
Cây cỏ bàng còn gọi là bàng, cói bàng, có danh pháp hai phần là Lepironia articulata, thuộc chi Lepironia nằm trong họ Cói (Cyperaceae). Bàng có thân dưới (căn hành) cứng, to khoảng 8–10 mm, nằm ngang trong bùn. Thân cỏ bàng thẳng đứng cao khoảng 1 m, có ngấn ngang, đáy có 3-4 bẹ, bao nhau cao 15–20 cm. Gié hoa ở chót thân (tức là ngọn) cao khoảng 1,5-2,0 cm và rộng đến 1 cm. Bông quả cao 3–4 mm. Vòi nhụy chẻ hai, trổ bông quanh năm. Cỏ bàng thường mọc ở vùng đất ngập nước phèn chua, nhiễm mặn như ở Long An, Đồng Tháp, Hà Tiên..

## Công dụng
Trước kia, cỏ bàng được người dân đồng bằng sông Cửu Long thu hoạch để làm các sản phẩm thủ công mỹ nghệ, như là để đan đệm, làm nón, bao bì, làm nóp, lợp nhà tranh. Hiện nay, cỏ bàng còn được sử dụng làm ống hút cỏ, quay sách ly thay thế loại ống hút nhựa thông thường.

## Văn hóa
Cỏ bàng được nhắc đến trong Gia Định thành thông chí thế kỷ 18 với tên Hán là Không tâm bồ ..
Ca dao vùng Đồng Tháp Mười có câu: 
Bông xanh mà lá cũng xanh
Em đi cấy lúa cho anh nhổ bàng.
(Ca dao)
Trắng da vì bởi mẹ cưng
Đen da vì bởi lội bưng nhổ bàng.
(Ca dao)
Câu ca dao trên cho thấy sự gắn bó của hai cái nghề cơ bản của ĐTM như sự gắn bó bền chặt của đôi trai gái yêu nhau.
Lòng thương con gái Kiến Vàng 
Đầu đội neo bàng, tay xách mo cơm.
Cỏ bàng cao khoảng 2 mét, thân tròn dạng ống to như que đũa, cắt về, qua nhiều công đoạn sơ chế như giã dập bằng chày tay, phơi khô v. v. Cỏ bàng được nhắc đến trong bài hát "Con kênh xanh xanh" của nhạc sĩ Ngô Huỳnh:
Chiến khu bừng vui ấm bao lòng dân quê tôi. Tiếng ai giã bàng nhịp nhàng như tiếng lòng tôi.
Trong ca khúc "Tiền Giang quê tôi" của NS Lê Kim Lực cũng có câu: 
Quê hương tôi những mùa nước lớn mênh mang,
anh giăng câu em giã bàng đan nón,
tiếng bịp chiều nhớ bông súng mắm kho... 